# جیورجیو مورینی
جیورجیو مورینی (به ایتالیایی: Giorgio Morini) بازیکن فوتبال و اهل ایتالیا است 

## تیم ملی
از سال ۱۹۷۵ میلادی عضو تیم ملی فوتبال ایتالیا بوده و در ۳ بازی ملی حضور داشته‌است. او در بازی‌های ملی‌اش گلی به ثمر نرساند.
جیورجیو مورینی آخرین بازی ملی خود را در سال ۱۹۷۵ میلادی انجام داد.